# Тайванська державотворча партія
Тайванська державотворча партія (кит.: 台灣基進) — політична партія в Республіці Китай, що виступає за незалежність держави.